# Młynarze
Młynarze è un comune rurale polacco del distretto di Maków, nel voivodato della Masovia.
Ricopre una superficie di 75,04 km² e nel 2004 contava 1 770 abitanti.